# Карповская (Устьянский район)
Карповская — деревня в Устьянском районе Архангельской области.

## География
Находится в южной части Архангельской области на расстоянии приблизительно 63 км на север-северо-восток по прямой от административного центра района поселка Октябрьский на левом берегу реки Устья.

## История
В 1859 году здесь (деревня Вельского уезда Вологодской губернии) было учтено 17 дворов. До 2022 года входила в Плосское сельское поселение до его упразднения. По данным местных краеведов состояла когда-то в прошлом из двух деревень Коростина и Корекина.

## Население
Численность населения: 102 человека (1859 год), 49 (русские 98 %) в 2002 году, 35 в 2010.